# Єльтай (Єрейментауський район)
Єльта́й (каз. Елтай) — село у складі Єрейментауського району Акмолинської області Казахстану. Входить до складу Тайбайського сільського округу.
Населення — 144 особи (2021; 173 у 2009, 219 у 1999, 249 у 1989).
Національний склад станом на 1989 рік:
- казахи — 100 %.